# Singah Mulo
Singah Mulo is een bestuurslaag in het regentschap Bener Meriah van de provincie Atjeh, Indonesië. Singah Mulo telt 841 inwoners (volkstelling 2010).